# Bruno Plache

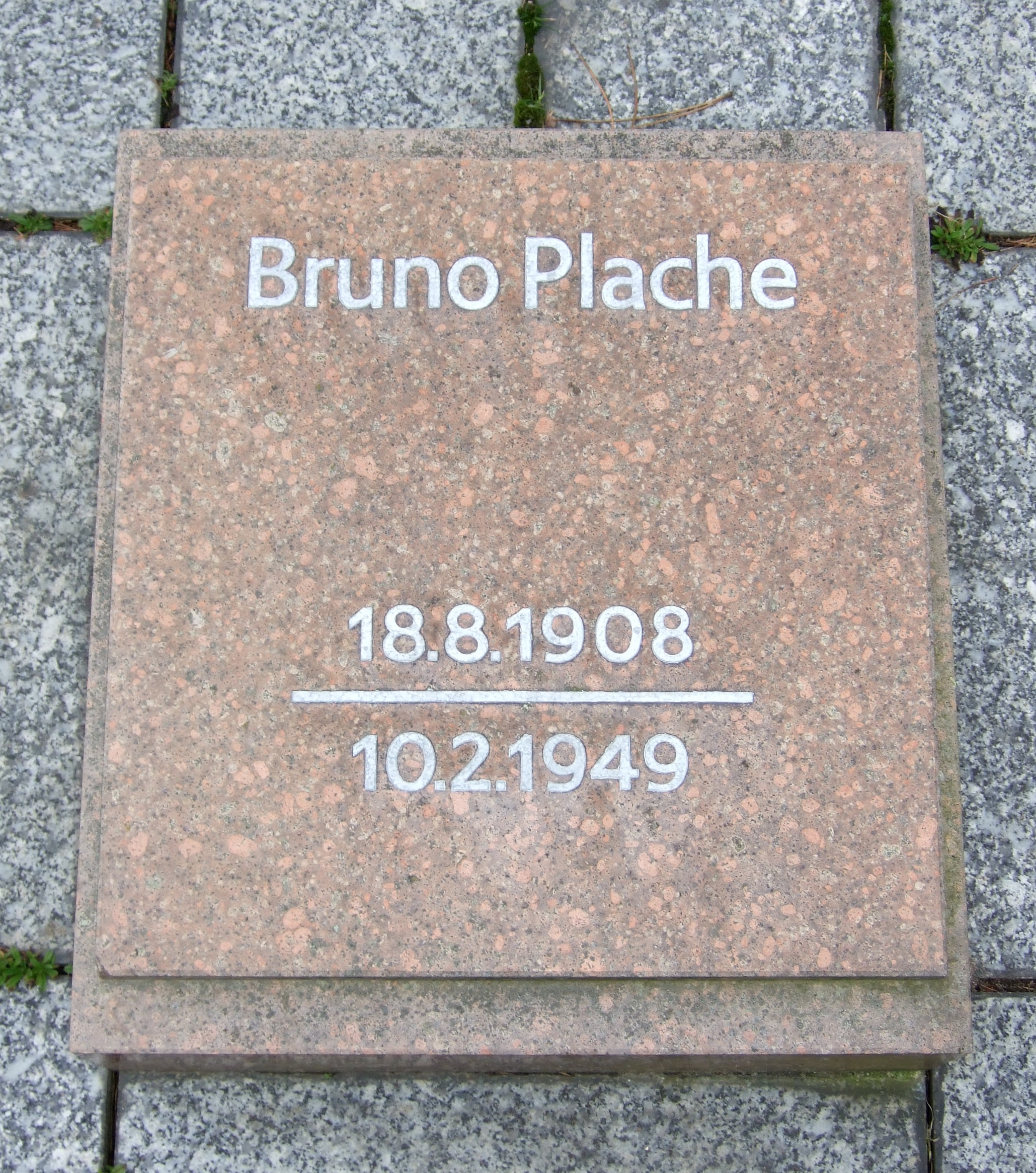
Grabstein Bruno Plaches auf dem Leipziger Südfriedhof

Bruno Plache (* 18. August 1908 in Leipzig; † 10. Februar 1949 in Sülzhayn) war ein deutscher Leichtathlet. Als Mitglied der KPD gehörte er dem Leipziger Stadtparlament an.

## Leben
Als dritter Sohn des sozialdemokratischen Tischlers Otto Plache und dessen Ehefrau Linda kam Bruno Plache bereits sehr früh mit den Ideen der Sozialdemokratie in Kontakt, was seine politische Laufbahn prägen sollte. Von 1915 bis 1923 besuchte Bruno Plache die Volksschule. Von frühester Kindheit an war er sportlich engagiert, was sich in seinem Beitritt zur Freien Turnerschaft Leipzig – Möckern im Jahre 1918 niederschlug. Dort erhielt er eine Ausbildung in den Sportarten Turnen, Leichtathletik und Fußball. Nach dem Abschluss seiner Schulausbildung erlernte Bruno Plache das Tischlerhandwerk in einem Leipziger Betrieb und von 1927 bis 1929 den Beruf des Elektromonteurs im Betrieb seiner Brüder.
Bereits während seiner Jugend übernahm Bruno Plache verschiedene politische Ämter. So war er von 1927 bis 1928 Mitglied des Bezirksjugendausschusses des Arbeiter-Turn- und Sportbundes (ATSB) in Leipzig. 1928 nahm er an der ersten Spartakiade in Moskau teil, was seinen Ausschluss aus dem ATSB und der SPD, der er bis dahin angehört hatte, sowie seinen Eintritt in den der KPD nahestehenden Arbeitersportverband Rotsport zur Folge hatte.
1929 zog Bruno Plache für die KPD als jüngster Abgeordneter in das Leipziger Stadtparlament ein. Er setzte sich besonders für die Leipziger Arbeiter ein und forderte eine Verbesserung der Situation der Werktätigen. In seiner Position kämpfte er vor allem für den Ausbau von Kindergärten und Volksschulen, wobei er der sportlichen Betätigung der Kinder besonderes Gewicht zumaß.
1933 war Bruno Plache mehrere Monate im KZ Sachsenburg inhaftiert. 1940 wurde er zum Militärdienst einberufen. 1944 wurde eine Lungen-TBC festgestellt, was ihn vor einer Entsendung an die Italienfront bewahrte. 1945 wurde er zum Direktor des Sportamtes Leipzig ernannt. Seine letzten Lebenstage verbrachte er schwerkrank im Sanatorium in Sülzhayn im Harz.

## Ehrungen
- Den Namen Bruno Plache tragen mehrere Schulen und Straßen im Gebiet der ehemaligen DDR sowie die Spielstätte des Fußballvereins 1. FC Lokomotive Leipzig, das Bruno-Plache-Stadion.
- Bruno Plaches Grab befindet sich im Ehrenhain der antifaschistischen Widerstandskämpfer auf dem Leipziger Südfriedhof.